# Ripiceni
Ripiceni là một xã thuộc hạt Botoșani, România. Dân số thời điểm năm 2002 là 2273 người.